# Benny Vansteelant
Benny Vansteelant, né le 19 novembre 1976 à Thourout en Belgique et mort le 14 septembre 2007 à Roulers est un duathlète professionnel belge, neuf fois champion du monde et quintuple champion d'Europe de duathlon.

## Biographie
Champion du monde juniors en 1997, Benny Vansteelant, athlète professionnel du Bloso, a décroché neuf titres mondiaux de duathlon chez les élites. 
Le 8 septembre 2007, Vansteelant est heurté par une voiture pendant son entraînement. Il a subi une fracture à la jambe, des blessures au visage, une déchirure de la rate et les dommages aux poumons et au cœur. Dans les jours qui suivent l'accident, l'état de Vansteelant semble s'améliorer, et on envisage de lui faire quitter la section des soins intensifs  de l'hôpital de Roulers le 13 septembre. Mais un jour plus tard, Vansteelant subit un arrêt cardiaque. Même si Vansteelant reçoit une réanimation cardio-respiratoire dans les temps, il meurt en début de matinée. À la suite de son décès, le parquet de Courtrai demande une autopsie, afin d'établir la cause précise de cette fin tragique. Celle-ci conclut à une crise cardiaque à la suite d'une embolie pulmonaire. Benny Vansteelant avait 30 ans.
Son jeune frère Joerie  Vansteelant poursuit la tradition familiale et connait également de remarquables succès en duathlon. Il succède au titre de champion du monde longue distance de son frère décédé et remporte le titre quatre fois entre 2007 et 2012.
Depuis 2014, une compétition qui porte son nom est organisée en sa mémoire, le Duathlon Mémorial Benny Vansteelant.

## Palmarès
Le tableau présente les résultats les plus significatifs (podium) obtenus sur le circuit international de duathlon depuis 1999.
| Année | Compétition                                       | Pays             | Position | Temps           |
| ----- | ------------------------------------------------- | ---------------- | -------- | --------------- |
| 2007  | Championnats d'Europe de duathlon                 | Royaume-Uni      |          | 1 h 56 min 26 s |
| 2007  | Duathlon World Séries - Geel                      | Belgique         |          | 2 h 32 min 49 s |
| 2006  | Championnats du monde de duathlon longue distance | Danemark         |          | 3 h 34 min 16 s |
| 2006  | Powerman Duathlon Zofingen                        | Suisse           |          | 6 h 58 min 54 s |
| 2005  | Championnats du monde de duathlon longue distance | Italie           |          | 3 h 40 min 59 s |
| 2005  | Duathlon World Séries - Corner Brook              | Canada           |          | 1 h 49 min 6 s  |
| 2005  | Powerman Duathlon Zofingen                        | Suisse           |          | 6 h 31 min 1 s  |
| 2004  | Championnats du monde de duathlon                 | Belgique         |          | 1 h 44 min 24 s |
| 2003  | Championnats du monde de duathlon                 | Suisse           |          | 1 h 54 min 30 s |
| 2003  | Championnats d'Europe de duathlon                 | Italie           |          | 1 h 50 min 7 s  |
| 2003  | Powerman Duathlon Zofingen                        | Suisse           |          | 6 h 30 min 54 s |
| 2003  | Championnats du monde de duathlon longue distance | Nouvelle-Zélande |          | Timing          |
| 2002  | Championnats d'Europe de duathlon                 | Allemagne        |          | 1 h 59 min 39 s |
| 2001  | Championnats du monde de duathlon                 | Italie           |          | 1 h 47 min 10 s |
| 2001  | Championnats du monde de duathlon longue distance | Pays-Bas         |          | 2 h 45 min 20 s |
| 2000  | Championnats du monde de duathlon                 | France           |          | 1 h 46 min 5 s  |
| 2000  | Championnats du monde de duathlon longue distance | Afrique du Sud   |          | Timing          |
| 1999  | Championnats d'Europe de duathlon                 | Autriche         |          | Timing          |